# Zuidoost-Aziatische Spelen
De Zuidoost-Aziatische Spelen is een tweejaarlijks sportevenement met deelnemers uit de elf landen in Zuidoost-Azië. De Zuidoost-Aziatische Spelen wordt georganiseerd door de Southeast Asian Games Federation onder auspiciën van het Internationaal Olympisch Comité (IOC) en het Olympic Council of Asia.

## Deelnemende landen
| IOC-code | Land       | Eerste deelname |
| -------- | ---------- | --------------- |
| BRU      | Brunei     | 1977            |
| CAM      | Cambodja   | 1959            |
| INA      | Indonesië  | 1977            |
| LAO      | Laos       | 1959            |
| MAS      | Maleisië   | 1959            |
| MYA      | Myanmar    | 1959            |
| PHI      | Filipijnen | 1977            |
| SIN      | Singapore  | 1959            |
| THA      | Thailand   | 1959            |
| TLS      | Oost-Timor | 2003            |
| VIE      | Vietnam    | 1959            |

## Sporten op de Zuidoost-Aziatische Spelen
Bij de 24e editie van de Zuidoost-Aziatische Spelen staan de volgende sporten op het programma.
| - Arnis² - Boogschieten - Watersport - Atletiek - Badminton - Honkbal - Basketbal - Biljarten en Snooker¹ - Bodybuilding¹ - Boksen - Bowlen¹ | - Kanovaren/Kajakken - Wielrennen - Danssport³ - Paardensport - Schermen - Voetbal - Golf° - Gymnastiek - Handbal - Hockey - Judo | - Karate¹ - Bowls³ - Thaiboksen² - Pencak silat² - Petanque² - Polo¹ - Roeien - Rugby - Zeilen - Sepak Takraw¹ - Schietsport | - Softball - Squash¹ - Tafeltennis - Taekwondo - Tennis - Drakenboot racen¹ - Triatlon - Volleyball - Gewichtheffen - Worstelen - Wushu¹ |

¹ - Geen olympische sport

² - Zuidoost-Aziatische sport

³ - Geen olympische sport en ook geen SEAG-sport. Geïntroduceerd door het gastland.

° - Een voormalige olympische sport. Geïntroduceerd door gastland.

## Geschiedenis
Op 22 mei 1958 besloot een groep afgevaardigden van landen uit Zuidoost-Azië, die aanwezig waren bij de derde Aziatische Spelen in Tokio, een sportfederatie te stichten. Het originele doel van de federatie was het bevorderen van de regionale sport en daarnaast de vrede te bevorderen en de handel te verbeteren.
Thailand, Birma (nu Myanmar), Maleisië, Laos, Zuid-Vietnam (nu Vietnam) en Cambodja (met later Singapore) waren de stichters van de federatie.
De eerste editie werd gehouden in Bangkok van 12 tot en met 17 december 1959. Er waren in totaal meer dan 500 atleten en officials betrokken bij het evenement, verspreid over twaalf verschillende sporten.

### Overzicht van de Spelen
| Jaar | Spelen | Gaststeden                      | Land       |
| ---- | ------ | ------------------------------- | ---------- |
| 1959 | I      | Bangkok                         | Thailand   |
| 1961 | II     | Rangoon                         | Birma      |
| 1965 | III    | Kuala Lumpur                    | Maleisië   |
| 1967 | IV     | Bangkok                         | Thailand   |
| 1969 | V      | Rangoon                         | Birma      |
| 1971 | VI     | Kuala Lumpur                    | Maleisië   |
| 1973 | VII    | Singapore                       | Singapore  |
| 1975 | VIII   | Bangkok                         | Thailand   |
| 1977 | IX     | Kuala Lumpur                    | Maleisië   |
| 1979 | X      | Jakarta                         | Indonesië  |
| 1981 | XI     | Manilla                         | Filipijnen |
| 1983 | XII    | Singapore                       | Singapore  |
| 1985 | XIII   | Bangkok                         | Thailand   |
| 1987 | XIV    | Jakarta                         | Indonesië  |
| 1989 | XV     | Kuala Lumpur                    | Maleisië   |
| 1991 | XVI    | Manilla                         | Filipijnen |
| 1993 | XVII   | Singapore                       | Singapore  |
| 1995 | XVIII  | Chiang Mai                      | Thailand   |
| 1997 | XIX    | Jakarta                         | Indonesië  |
| 1999 | XX     | Bandar Seri Begawan             | Brunei     |
| 2001 | XXI    | Kuala Lumpur                    | Maleisië   |
| 2003 | XXII   | Hanoi en Ho Chi Minhstad        | Vietnam    |
| 2005 | XXIII  | Manilla                         | Filipijnen |
| 2007 | XXIV   | Nakhon Ratchasima               | Thailand   |
| 2009 | XXV    | Vientiane                       | Laos       |
| 2011 | XXVI   | Bandung en Jakarta              | Indonesië  |
| 2013 | XXVII  | Naypyidaw                       | Myanmar    |
| 2015 | XXVIII | Singapore                       | Singapore  |
| 2017 | XXIX   | Kuala Lumpur                    | Maleisië   |
| 2019 | XXX    | Bandar Seri Begawan             | Brunei     |
| 2021 | XXXI   | Hanoi                           | Vietnam    |
| 2023 | XXXII  | Phnom Penh                      | Cambodja   |
| 2025 | XXXIII | Bangkok en Chonburi en Songkhla | Thailand   |